# Odra Opole
El Odra Opole es un equipo de fútbol de Polonia que juega en la I Liga, la segunda liga de fútbol más importante del país.

## Historia
Fue fundado en el año 1945 en la ciudad de Opole por habitantes de la ciudad de Lwów con el nombre Budowlani Opole porque a las autoridades comunistas de la época no les gustaba. En 1953 cambiaron el nombre por el de Odra Opole, que mantiene hasta hoy.
En 1997 se fusionó con el Varta Namysłów para jugar una temporada como Odra/Varta. En el año 2009 el equipo se desvinculó de la I Liga por insolvencia económica y en junio de ese año surgió el Oderka Opole.
Nunca ha sido campeón de la Ekstraklasa, la cual ha jugado en 22 ocasiones, pero ha sido campeón de la Copa de Liga en 1 ocasión.
A nivel internacional ha participado en 1 torneo continental, en la Copa UEFA de 1977/78, en la que fue eliminado en la Primera Ronda por el 1. FC Magdeburg de Alemania.

## Palmarés
- Copa de la liga de Polonia: 1

1977

## Participación en competiciones de la UEFA
| Temporada | Torneo   | Ronda | Club            | Casa | Visiuta | Global |
| --------- | -------- | ----- | --------------- | ---- | ------- | ------ |
| 1977-78   | UEFA Cup | 1     | 1. FC Magdeburg | 1-2  | 1-1     | 2-3    |